# Leichtathletik-Weltmeisterschaften 2017/Teilnehmer (Philippinen)
| Gelbes Symbol für Goldmedaillen mit stilisierten Olympischen Ringen | Graues Symbol für Silbermedaillen mit stilisierten Olympischen Ringen | Braundes Symbol für Bronzemedaillen mit stilisierten Olympischen Ringen |
| ------------------------------------------------------------------- | --------------------------------------------------------------------- | ----------------------------------------------------------------------- |
| —                                                                   | —                                                                     | —                                                                       |

Von den Philippinen wurde ein Athlet für die Weltmeisterschaften in London nominiert.

## Ergebnisse

### Männer

#### Laufdisziplinen
| Athlet    | Disziplin    | Vorlauf | Vorlauf | Halbfinale | Halbfinale | Finale | Finale |
| Athlet    | Disziplin    | Zeit    | Platz   | Zeit       | Platz      | Zeit   | Platz  |
| --------- | ------------ | ------- | ------- | ---------- | ---------- | ------ | ------ |
| Eric Cray | 400 m Hürden | DSQ     | DSQ     | –––        | –––        | –––    | –––    |